# Andrew Russell (15e duc de Bedford)
Pour les articles homonymes, voir Russell.
Andrew Ian Henry Russell, 15e duc de Bedford (né le 30 mars 1962) est un noble britannique et pair. Il est le fils de Robin Russell (14e duc de Bedford) et de son épouse, Henrietta Tiarks.

## Biographie
Il fait ses études à Hall School, Hampstead et Heatherdown School, près d'Ascot dans le Berkshire, suivi par Harrow School et Harvard, où il obtient son baccalauréat. Il est connu sous le nom de Lord Howland jusqu'à la mort de son grand-père en 2002, lorsqu'il prend le titre de courtoisie de marquis de Tavistock, auparavant détenu par son père, Robin Russell (14e duc de Bedford). Il devient duc de Bedford l'année suivante après que son père ait subi un accident vasculaire cérébral mortel. Il devient aussi 19e comte de Bedford, 15e marquis de Tavistock, 17e baron Russell de Thornhaugh et 15e baron Howland de Streatham, le 13 juin 2003. 

## Famille et enfants
Il épouse Louise Rona Crammond, fille de Donald Ian Crammond et de son épouse Rona Zara Clifford-Johns et belle-fille d'Evelyn Delves Broughton, 12e baronnet, de Doddington Park, le 16 octobre 2000 à l'église St Margaret, Westminster, Londres. Ils ont deux enfants :
- Alexandra Lucy Clare Russell (née en 2001) ;
- Henry Robin Charles Russell, marquis de Tavistock (né en 2005).

Il a également deux frères, Robin et James.